# Apahida község
Apahida község (románul: Comuna Apahida) község Kolozs megyében, Romániában. Központja Apahida, beosztott falvai Bodrog, Dezmér, Kolozskorpád, Kolozspata, Sub Coastă, Szamosszentmiklós, Telekfarka. 2008 óta Kolozsvár metropolisztérség része.

## Fekvése
A Kis-Szamos völgyében, a Mezőség határán helyezkedik el. Szomszédos Kolozsvárral, illetve Kajántó, Zsuk, Magyarkályán, Erdőfelek, Kolozs  községekkel. Áthalad rajta a 300-as Bukarest–Biharpüspöki valamint a 401-es Kolozsvár–Dés vasútvonal. Közúton a DN1C és DN16-os főutakon közelíthető meg.

## Népessége
A 2011-es népszámlálás adatai alapján a község népessége 10 685 fő volt.
A népesség alakulása 1850-től:

## Nevezetességei
- Apahida 1806-ban épült, Szent Mihály és Gábriel arkangyalokról elnevezett fatemploma a romániai műemlékek jegyzékében a CJ-II-m-B-07518 sorszámon szerepel.
- Országos jelentőségű természetvédelmi terület a földikutya rezervátum.[3]

## Híres emberek
- Apahidán született Ștefan Pascu (1917–1998) történész, a Román Akadémia tagja.